# Хлеб с ветчиной
Xлеб с ветчиной (англ. «Ham on Rye») — автобиографический роман Чарльза Буковски, повествующий о взрослении Генри Чинаски в Лос-Анджелесе во время Великой депрессии. Четвёртый в серии из пяти автобиографических романов Буковски, опубликован в 1982 году. Следует за романом «Женщины», предшествует роману «Голливуд».

## Название
Оригинальное название романа «Ham on Rye» может являться отсылкой к произведению Джерома Дэвида Сэлинджера «Над пропастью во ржи» (The Catcher in the Rye, 1951), в котором также от первого лица рассказывается о становлении характера и проблемах взросления. «Одно из редких произведений мэтра, посвящённых не столько выпивке, сколько закуске,» — едко замечает рецензент «Русского журнала».

## Автобиографичность
Подавляющая часть произведений Чарльза Буковски представляет собой автобиографическое творчество. И в поэзии, и в прозе часто фигурирует alter ego писателя, его лирический антигерой — Генри Чинаски. Писатель уклончиво отвечал о том, можно ли поставить знак равенства между ним и Чинаски: «Они знают, что это Буковски, но, если даёшь им Чинаски, они как бы могут сказать: „О, какой же он клёвый! Называет себя Чинаски, но мы-то знаем, что это Буковски“. Тут я их как бы по спинке похлопываю. Они это обожают. Да и сам по себе Буковски все равно был бы слишком праведным; понимаете, в смысле „я все это сделал“. <…> А если так поступает Чинаски, то я, может быть, этого и не делал, понимаете, может, это выдумка». Девяносто девять из ста работ, говорил Буковски, автобиографичны. В ответ на вопрос журналиста о том, где заканчивается Генри Чинаски и начинается Чарльз Буковски, писатель отвечал, что они — практически одно и то же, за исключением мелких виньеток, которыми он украшал своего героя от скуки. Впрочем, Буковски не отрицал, что почти во всех его работах присутствует небольшая доля выдумки.

 Драю там, где надо надраить, и выбрасываю то, что… не знаю. Чистая избирательность. В общем всё, что я пишу, — по большей части факты, но они ещё приукрашены выдумкой, вывертами туда-сюда, чтобы отделить одно от другого. <…> На девять десятых факта одна десятая выдумки, чтобы всё расставить по местам.— 

## Сюжет и персонажи
Основная линия развития сюжета неотрывно связана с взрослением главного героя — Генри Чинаски-младшего, начиная с его ранних детских воспоминаний и заканчивая старшей школой.
Подобно Генри, семья Чинаски была «списана» с семьи автора, на это указывает множество фактов. Например, родители Чинаски, как и родители Буковски, познакомились в Германии после Первой мировой войны.
- Генри Чинаски-старший (англ. Henry Chinaski) — отец Чинаски-младшего. После знакомства с Кэти и рождения Чинаски-младшего переезжает вместе с семьей в Лос-Анджелес, где устраивается работать молочником. Часто и с особой жестокостью бьет сына и жену. С развитием сюжета конфликт между ним и сыном обостряется, Чинаски-старший находит рукописи Генри и выкидывает их на улицу, выгоняя Генри из дома.

- Кэтрин Чинаски — мать Чинаски-младшего. Слабая и безвольная женщина, на протяжении многих лет терпевшая побои от своего мужа. Единственный человек в романе, сочувствующий Генри. Она понимает, насколько далёк от идеала её сын, однако любит его и верит в то, что писательский талант Генри со временем получит признание.

- Эмили Чинаски — бабушка Генри со стороны отца. Она появляется в романе дважды. Первых раз в детских воспоминаниях главного героя со словами: «Я похороню вас всех!». Второй раз она приходит с распятием для того, чтобы изгнать «дьявола» (так Эмили называет акне) из внука.

- Лео Чинаски — дедушка Генри со стороны отца. Сбежал от своей жены и заливает алкоголем «бездарно промотанную жизнь». Чинаски запоминает его как красивого мужчину. При встрече Лео дарит внуку золотые часы и немецкий железный крест.

## Отзывы и критика
Главный конфликт романа — столкновение личной любви к миру, к людям и тотальной нелюбви в ответ. Роман начинается со сцены, в которой годовалый мальчик прячется под столом от опасных и страшных взрослых. Он и дальше будет прятаться по мере взросления: в болезнь, в браваду, в алкоголь, мат, драки. Автор очень осторожно, даже застенчиво, мимоходом показывает то светлое, что есть в герое. Даже не показывает, а намекает ... Автор словно боится за героя: высунешься из панциря, покажешь свою любовь к миру — тут-то он тебя грязным сапогом и раздавит. 

— Игорь Третьяков «Улитка под столом»

## Русский перевод
Русский перевод романа выполнен Юрием Медведько в 2000 году. Предполагается, что «штатный переводчик Буковски» Виктор Коган в это время был занят переводом «Раскрашенной птицы» Ежи Косинского.